# Hoeve Gunst

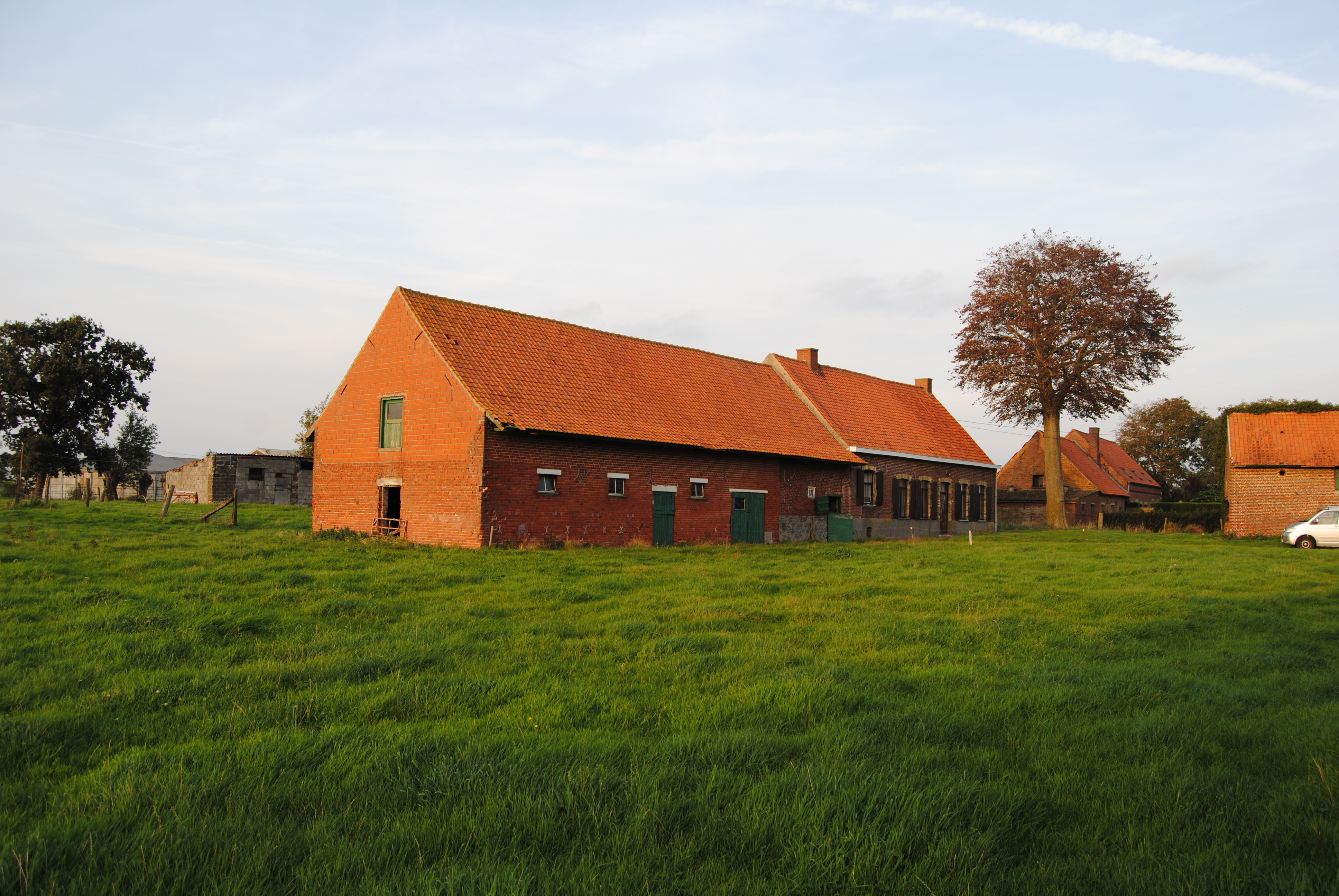
Woonhuis

 Hoeve Gunst is een hoeve van de Familie Gunst, opgenomen in de erfgoedlijst, gelegen in de Hillemolenstraat 6 in De Geite een gehucht van de gemeente Hooglede.

## Beschrijving
Het betreft een hoeve met 2 stallingen (aangebouwd) en losse schuren rond een groot erf. Op het domein staan ook 2 opmerkelijke bomen. Een rode beuk en een lindeboom die beide minstens 150 jaar oud zijn.
Het woonhuis is gebouwd in rode baksteen en rond de ramen afgewerkt met gele baksteen. Meerdere muurankers zijn ook zichtbaar. De gevel is het resultaat van een verbouwing. Achteraan bevindt zich nog een kot van de vorige hoeve met een gemetste bakoven.
Aan de straatkant staat een kapel waarop te lezen is "Hulde aan O.L.V. van Troost ter Nood voor de bedevaarders in de Hillemolenstraat Sint-Jozef uit dankbaarheid 18-9-19??" en het jaartal 1838. Eveneens uit rode en gele baksteen en een zadeldak met puntgevel en kruis.

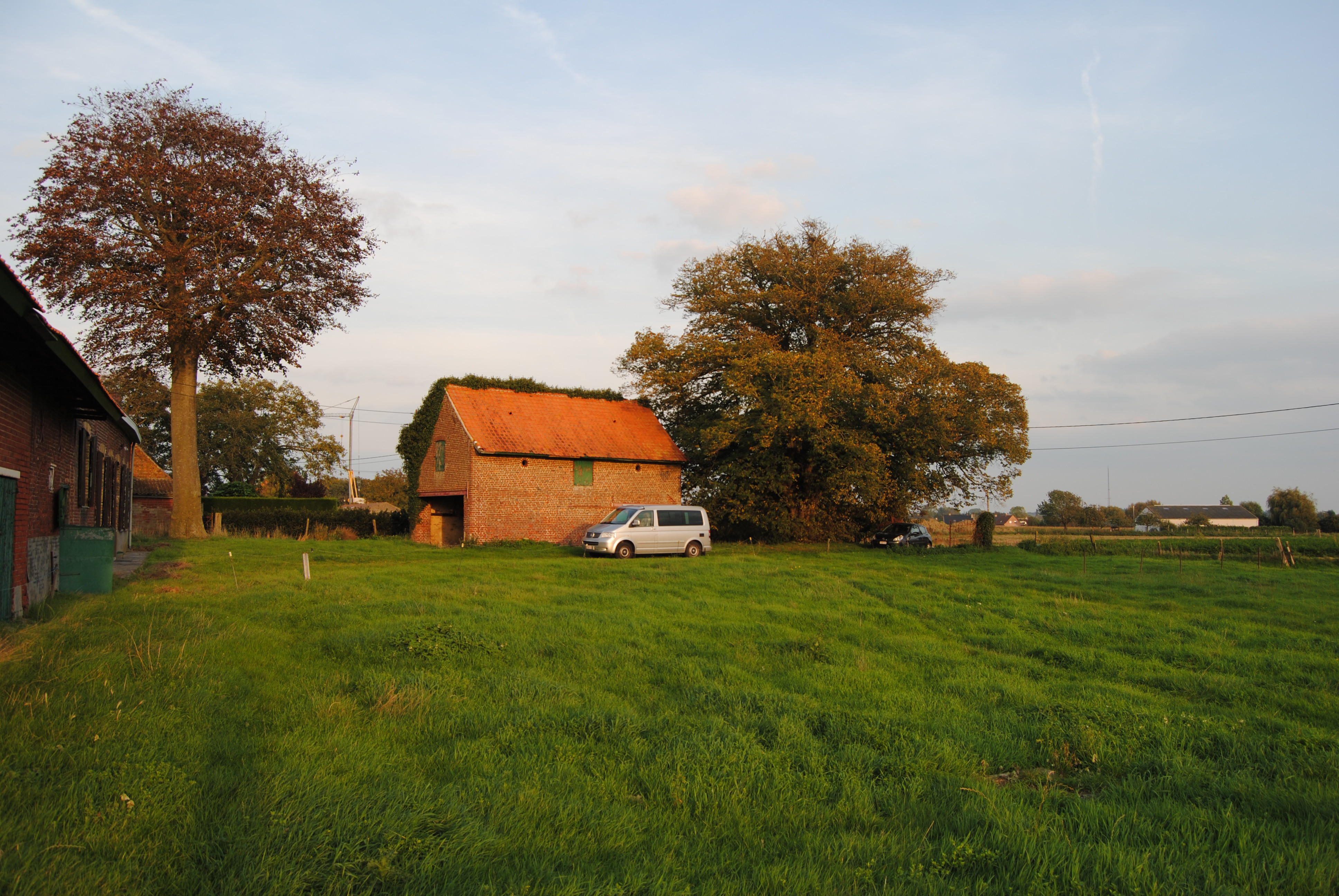
Schuur met oude linde en rode beuk

## Geschiedenis
De hoeve is reeds te zien op de Ferrariskaarten (1770-1778) en op de Atlas der Buurtwegen (1843). Deze hoeve was een onderdeel van een 18 ha aan landerijen die in de loop van de eeuwen werd opgedeeld. Hierdoor waren verschillende hoeves in de buurt oorspronkelijk van dezelfde familie.
Verhalen deden de ronde van een dubbele muur waarin men gedurende de oorlog mensen verborgen hield, maar niets liet blijken dat deze waarheid waren. In december 2011 kwam tijdens opmetingen aan het licht dat er een verschil is tussen 2 kamers in muurdikte en werd zo een verborgen ruimte ontdekt.